# Conocephalus kilimandjaricus
Conocephalus kilimandjaricus är en insektsart som först beskrevs av Sjöstedt 1909.  Conocephalus kilimandjaricus ingår i släktet Conocephalus och familjen vårtbitare. Inga underarter finns listade i Catalogue of Life.